# Muggenbacher Tongruben
Muggenbacher Tongruben este o arie protejată (arie specială de conservare — SAC, sit de importanță comunitară — SCI) din Germania întinsă pe o suprafață de 27,58 ha, integral pe uscat.

## Localizare
Centrul sitului Muggenbacher Tongruben este situat la coordonatele 50°12′59″N 10°47′25″E / 50.2164°N 10.7903°E.

## Înființare
Situl Muggenbacher Tongruben a fost declarat sit de importanță comunitară în martie 2001 pentru a proteja 2 specii de animale. Situl a fost protejat și ca arie specială de conservare în aprilie 2016.

## Biodiversitate
Situată în ecoregiunea continentală, aria protejată nu include niciun habitat protejat.
La baza desemnării sitului se află mai multe specii protejate de  amfibieni (2): izvoraș-cu-burta-galbenă (Bombina variegata), triton cu creastă (Triturus cristatus).
Pe lângă speciile protejate, pe teritoriul sitului au mai fost identificate 1 specie de amfibieni, 1 specie de reptile.